# Here And Now Tour
Here And Now Tour es la gira mundial de la banda Canadiense de Hard rock Nickelback durante 2012 y 2013. La gira comenzó el 10 de abril de 2012 en Moline, Estados Unidos. la primera parte de la gira finalizó el 3 de diciembre de 2012. La segunda parte comenzará el 26 de octubre de 2013 en Nantes, Francia. En la segunda parte de la gira, se cambia el nombre de la gira a  "The Hits Tour", teniendo fechas únicamente en Europa.

## Antecedentes
El 9 de enero de 2012 se publicó un vídeo que anunciaba el comienzo de la gira.
El 11 de enero la banda publicó a través de su página Web las primeras fechas del "Here and Now Tour" comenzando en Moline, Estados Unidos el 10 de abril de 2012. El 9 de marzo 9 fechas fueron agregadas a la gira. El 21 de marzo se anunció que la gira llegaría a Europa teniendo a Daughtry como acto de apertura.

## Acto de apertura
- Seether - (Canadá, Estados Unidos)
- My Darkest Days - (Canadá, Estados Unidos)
- Bush - (Canadá, Estados Unidos)
- Daughtry - (Europa 2012)
- Jackson Firebird - (Australia)
- Skillet - (Europa 2013)

## Lista de canciones
1. This Means War
2. Something In Your Mouth
3. Never Again
4. Photograph
5. Far Away
6. Bottoms Up
7. Animals
8. Someday
9. Lullaby
10. When We Stand Together
11. Drum Solo
12. Rockstar
13. How You Remind Me
14. Burn it to the Ground

Encore:
1. Gotta Be Somebody
2. Figured You Out
3. This Afternoon (No fue interpretado en Norteamérica)
4. Trying Not To Love You (No fue interpretado en Norteamérica)
5. If Today Was Your Last Day (No fue interpretado en Norteamérica)

## Fechas
| Norteamérica             |                    |                        |                                                     |
| 10 de abril de 2012      | Moline             | Estados Unidos         | i wireless Center                                   |
| 12 de abril de 2012      | Grand Rapids       | Estados Unidos         | Van Andel Arena                                     |
| 14 de abril de 2012      | Detroit            | Estados Unidos         | Joe Louis Arena                                     |
| 15 de abril de 2012      | Columbus           | Estados Unidos         | Value City Arena                                    |
| 19 de abril de 2012      | New York City      | Estados Unidos         | Madison Square Garden                               |
| 21 de abril de 2012      | Montreal           | Canadá                 | Bell Centre                                         |
| 22 de abril de 2012      | Toronto            | Canadá                 | Air Canada Centre                                   |
| 24 de abril de 2012      | Filadelfia         | Estados Unidos         | Wells Fargo Center                                  |
| 25 de abril de 2012      | Pittsburgh         | Estados Unidos         | Consol Energy Center                                |
| 27 de abril de 2012      | Hartford           | Estados Unidos         | XL Center                                           |
| 28 de abril de 2012      | Worcester          | Estados Unidos         | DCU Center                                          |
| 30 de abril de 2012      | Washington D. C.   | Estados Unidos         | Verizon Center                                      |
| 2 de mayo de 2012        | Atlanta            | Estados Unidos         | Philips Arena                                       |
| 4 de mayo de 2012        | Orlando            | Estados Unidos         | Amway Center                                        |
| 5 de mayo de 2012        | Sunrise            | Estados Unidos         | BankAtlantic Center                                 |
| 15 de mayo de 2012       | Edmonton           | Canadá                 | Rexall Place                                        |
| 16 de mayo de 2012       | Calgary            | Canadá                 | Scotiabank Saddledome                               |
| 18 de mayo de 2012       | Saskatoon          | Canadá                 | Credit Union Centre                                 |
| 20 de mayo de 2012       | Fargo              | Estados Unidos         | Fargodome                                           |
| 22 de mayo de 2012       | Omaha              | Estados Unidos         | CenturyLink Center Omaha                            |
| 23 de mayo de 2012       | Minneapolis        | Estados Unidos         | Target Center                                       |
| 25 de mayo de 2012       | Milwaukee          | Estados Unidos         | Bradley Center                                      |
| 26 de mayo de 2012       | Louisville         | Estados Unidos         | KFC Yum! Center                                     |
| 29 de mayo de 2012       | St. Louis          | Estados Unidos         | Scottrade Center                                    |
| 30 de mayo de 2012       | Rosemont           | Estados Unidos         | Allstate Arena                                      |
| 1 de junio de 2012       | Dallas             | Estados Unidos         | American Airlines Center                            |
| 2 de junio de 2012       | Houston            | Estados Unidos         | Toyota Center                                       |
| 5 de junio de 2012       | Kansas City        | Estados Unidos         | Sprint Center                                       |
| 7 de junio de 2012       | Tulsa              | Estados Unidos         | BOK Center                                          |
| 8 de junio de 2012       | Wichita            | Estados Unidos         | Intrust Bank Arena                                  |
| 10 de junio de 2012      | Denver             | Estados Unidos         | Pepsi Center                                        |
| 12 de junio de 2012      | Salt Lake City     | Estados Unidos         | EnergySolutions Arena                               |
| 13 de junio de 2012      | Nampa              | Estados Unidos         | Idaho Center                                        |
| 15 de junio de 2012      | Los Ángeles        | Estados Unidos         | Staples Center                                      |
| 16 de junio de 2012      | Las Vegas          | Estados Unidos         | MGM Grand Garden Arena                              |
| 18 de junio de 2012      | San José           | Estados Unidos         | HP Pavilion at San Jose                             |
| 21 de junio de 2012      | Portland           | Estados Unidos         | Rose Garden Arena                                   |
| 23 de junio de 2012      | Tacoma             | Estados Unidos         | Tacoma Dome                                         |
| 24 de junio de 2012      | Spokane            | Estados Unidos         | Spokane Arena                                       |
| 26 de junio de 2012      | Vancouver          | Canadá                 | Rogers Arena                                        |
| 7 de julio de 2012       | Moncton            | Canadá                 | Magnetic Hill Concert Site                          |
| 9 de julio de 2012       | Ottawa             | Canadá                 | Ottawa Bluesfest                                    |
| 11 de julio de 2012      | Toronto            | Canadá                 | Molson Amphitheater                                 |
| 13 de julio de 2012      | Atlantic City      | Estados Unidos         | Revel Ovation Hall                                  |
| 14 de julio de 2012      | Hershey            | Estados Unidos         | Hersheypark Stadium                                 |
| 17 de julio de 2012      | Clarkston          | Estados Unidos         | DTE Energy Music Theate                             |
| 18 de julio de 2012      | Cuyahoga Falls     | Estados Unidos         | Blossom Music Center                                |
| 20 de julio de 2012      | Cincinnati         | Estados Unidos         | Riverbend Music Center                              |
| 21 de julio de 2012      | Indianápolis       | Estados Unidos         | Klipsch Music Center                                |
| 24 de julio de 2012      | Saratoga Springs   | Estados Unidos         | Saratoga Performing Arts Center                     |
| 25 de julio de 2012      | Darien             | Estados Unidos         | Darien Lake Performing Arts Center                  |
| 27 de julio de 2012      | Charlotte          | Estados Unidos         | Verizon Wireless Amphitheater                       |
| 28 de julio de 2012      | Virginia Beach     | Estados Unidos         | Farm Bureau Live at Virginia Beach                  |
| Europa                   |                    |                        |                                                     |
| 6 de septiembre de 2012  | Bruselas           | Bélgica                | Ancienne Belgique                                   |
| 7 de septiembre de 2012  | París              | Francia                | Zénith de Paris                                     |
| 9 de septiembre de 2012  | Ámsterdam          | Países Bajos           | Heineken Music Hall                                 |
| 11 de septiembre de 2012 | Copenhague         | Dinamarca              | Falconer Theatre                                    |
| 12 de septiembre de 2012 | Estocolmo          | Suecia                 | Ericsson Globe                                      |
| 16 de septiembre de 2012 | Helsinki           | Finlandia              | Hartwall Arena                                      |
| 19 de septiembre de 2012 | Hamburgo           | Alemania               | O2 World                                            |
| 21 de septiembre de 2012 | Colonia            | Alemania               | Lanxess Arena                                       |
| 22 de septiembre de 2012 | Fráncfort del Meno | Alemania               | Festhalle Frankfurt                                 |
| 25 de septiembre de 2012 | Stuttgart          | Alemania               | Schleyerhalle                                       |
| 26 de septiembre de 2012 | Múnich             | Alemania               | Olympiahalle                                        |
| 28 de septiembre de 2012 | Zúrich             | Suiza                  | Hallenstadion                                       |
| 1 de octubre de 2012     | Londres            | Reino Unido            | The O2 Arena                                        |
| 2 de octubre de 2012     | Birmingham         | Reino Unido            | National Indoor Arena                               |
| 4 de octubre de 2012     | Mánchester         | Reino Unido            | Manchester Arena                                    |
| 5 de octubre de 2012     | Newcastle          | Reino Unido            | Metro Radio Arena                                   |
| 7 de octubre de 2012     | Sheffield          | Reino Unido            | Motorpoint Arena Sheffield                          |
| 8 de octubre de 2012     | Londres            | Reino Unido            | Wembley Arena                                       |
| 25 de octubre de 2012    | Moscú              | Rusia                  | Olympiyskiy                                         |
| 28 de octubre de 2012    | St. Petersburg     | Rusia                  | SKK Petersburgsky                                   |
| 31 de octubre de 2012    | Minsk              | Bielorrusia            | Minsk Arena                                         |
| Medio Oriente            |                    |                        |                                                     |
| 3 de noviembre de 2012   | Abu Dhabi          | Emiratos Árabes Unidos | Yas Arena                                           |
| Oceanía                  |                    |                        |                                                     |
| 17 de noviembre de 2012  | Perth              | Australia              | Perth Arena                                         |
| 20 de noviembre de 2012  | Adelaida           | Australia              | Adelaide Entertainment Centre                       |
| 22 de noviembre de 2012  | Brisbane           | Australia              | Brisbane Entertainment Centre                       |
| 24 de noviembre de 2012  | Sídney             | Australia              | Allphones Arena                                     |
| 25 de noviembre de 2012  | Sídney             | Australia              | Allphones Arena                                     |
| 27 de noviembre de 2012  | Melbourne          | Australia              | Rod Laver Arena                                     |
| 28 de noviembre de 2012  | Melbourne          | Australia              | Rod Laver Arena                                     |
| 30 de noviembre de 2012  | Auckland           | Nueva Zelanda          | Vector Arena                                        |
| Asia                     |                    |                        |                                                     |
| 3 de diciembre de 2012   | Tokio              | Japón                  | Nippon Budokan                                      |
| América del Sur          |                    |                        |                                                     |
| 20 de septiembre de 2013 | Río de Janeiro     | Brasil                 | Rock in Rio                                         |
| 21 de septiembre de 2013 | Sao Paulo          | Brasil                 | Morumbi Stadium (Apertura para Bon Jovi)            |
| 24 de septiembre de 2013 | Santiago de Chile  | Chile                  | Estadio Monumental (Apertura para Bon Jovi)         |
| 26 de septiembre de 2013 | Buenos Aires       | Argentina              | Estadio Ciudad de La Plata (Apertura para Bon Jovi) |
| Europa - The Hits Tour   |                    |                        |                                                     |
| 26 de octubre de 2013    | Nantes             | Francia                | Le Zénith                                           |
| 29 de octubre de 2013    | Milán              | Italia                 | Mediolanum Forum                                    |
| 31 de octubre de 2013    | Viena              | Austria                | Wiener Stadthalle                                   |
| 2 de noviembre de 2013   | Varsovia           | Polonia                | Torwar Hall                                         |
| 4 de noviembre de 2013   | Berlín             | Alemania               | O2 World                                            |
| 5 de noviembre de 2013   | Mannheim           | Alemania               | SAP Arena                                           |
| 7 de noviembre de 2013   | Prague             | República Checa        | O2 Arena                                            |
| 8 de noviembre de 2013   | Budapest           | Hungría                | Papp László Sportaréna                              |
| 10 de noviembre de 2013  | Zürich             | Suiza                  | Hallenstadion                                       |
| 11 de noviembre de 2013  | Oberhausen         | Alemania               | König Pilsener Arena                                |
| 13 de noviembre de 2013  | Copenhague         | Dinamarca              | Forum Copenhagen                                    |
| 14 de noviembre de 2013  | Oslo               | Noruega                | Telenor Arena                                       |
| 15 de noviembre de 2013  | Gotemburgo         | Suiza                  | Scandinavium                                        |
| 18 de noviembre de 2013  | Ámsterdam          | Países Bajos           | Ziggo Dome                                          |
| 20 de noviembre de 2013  | París              | Francia                | Palais Omnisports de Paris-Bercy                    |
| 21 de noviembre de 2013  | Bruselas           | Bélgica                | Forest National                                     |
| 23 de noviembre de 2013  | Liverpool          | Reino Unido            | Echo Arena                                          |
| 24 de noviembre de 2013  | Londres            | Reino Unido            | The O2 Arena                                        |
| 26 de noviembre de 2013  | Glasgow            | Reino Unido            | The Hydro                                           |
| 27 de noviembre de 2013  | Leeds              | Reino Unido            | Leeds Arena                                         |
| 30 de noviembre de 2013  | Ischgl             | Austria                | Sportplaz                                           |
| Sudáfrica                |                    |                        |                                                     |
| 6 de diciembre de 2013   | Johannesburgo      | Sudáfrica              | Coca Cola Dome                                      |
| 7 de diciembre de 2013   | Johannesburgo      | Sudáfrica              | Coca Cola Dome                                      |
| 11 de diciembre de 2013  | Ciudad del Cabo    | Sudáfrica              | GrandWest Grand Arena                               |
| 12 de diciembre de 2013  | Ciudad del Cabo    | Sudáfrica              | GrandWest Grand Arena                               |